# EPSON PCシリーズ
EPSON PCシリーズは、セイコーエプソンが販売していたPC-9800シリーズ互換機である。そのソフトウェア資産をもって日本では広告のコピーで国民機のフレーズも用いられた。

## 概要
EPSON PC シリーズは、インテル社のi80286を採用した PC-9801VX/RX/DX などが主流となった1987年から、Windows 95 が発売される前の1995年初頭にわたって生産、販売された NEC PC-9801 互換機である。
初期は同等な性能の機種ではNEC製品より安く同価格帯のNEC製品より高速であることだったが、末期はNEC機にはない特殊なアップグレードパスを用意することをコンセプトとして製造販売が続けられた。

## スペックの変遷

### 黎明期
エプソンによるNEC98互換機の開発は1986年初めに始まった。
これまでエプソンは自社独自のパソコンでのビジネスにことごとく失敗に終わっており、やむなく1984年にIBM-PC互換機を開発。アメリカで発売し成功しているが、このときには企業や技術者の誇りにも関わる問題であると社内でも異論や混乱が見られていた。98互換機についてもこの時代からすでにその開発計画が模索されていたが、1985年秋、開発がスタートする。
日本では当時、数社に NEC PC-9801 互換機発売の噂があったが、同社は仮想競合メーカに先駆けて1番目に発売することを目標とし、1987年元日の日本経済新聞に1ページ全面NEC互換機発売を暗示するカラー企業広告を掲載した。
1987年3月2日、同社がマスコミ各社に向けて「新製品（互換機）発表会見を3月9日に行う」と連絡したが、3月8日付けの朝日新聞に「同社が互換機の発表を中止する」とのスクープ経済記事が掲載され、翌9日午前中に「会見を13日に延期」と同社より正式な通達がマスコミ各紙に伝達された。理由は同社が事前にNECに訪れた際に類似点があると指摘を受けたことで、理解を得た返答を待つ期間をとったことによるもの。しかし、NECは同社に対し13日までには返答せず、関係者には新製品の詳細記事が7ページに渡って掲載された「日経パソコン3月16日付」の早刷りが12日段階には配布されていた影響もあり、3月13日に同社はNECからの理解を得られないまま発表会見が行われ、その中で新製品発売が4月上旬予定から急遽4月中に訂正しているなど混乱した面を見せており、更に同日夕刻にNECが会見を開き「互換機には類似点が多くクロ」との内容を示したことで互換性と著作権の問題が表面化した。
当初4月中に発売予定であった「PC-286 Model 1 - 4」はCPUにi80286 10MHzを採用、遅れて同年6月に発表されたPC-9801VX21相当の性能を持ち、内容・装備により4種類あった。BIOSの開発は類似性が極小となるように細心の注意と最大の慎重さを持って長い期間をかけて取り組み、著作権保護に厳しい米国でIBM互換機を発売した経緯や実績から同社は「シロ」という自信がありつつも、問題部分を修正する対応を行った。しかし、NECが同社から提供された同機器を調査をした結果、BIOSが9801のリバースエンジニアリングによるものなどの要因から「BIOSおよびROM部分に類似点が多い」と著作権や知的所有権の侵害と見解が示され、NECは4月7日に東京地裁に製造・販売差し止めの訴訟を起こし、再調査・検討後に発表するように同社に申し入れた。係争中となった「PC-286 Model 1 - 4」は客側の不安感を見越して営業上の見地から発売を取りやめ、一度も市場に登場しないままお蔵入りとなった。また日本では訴訟沙汰は市場に悪いイメージを抱かれかねず、また裁判で何年にも渡ってビジネスが停滞してしまうのは損害である、などと言った判断から、11月にはNECと和解、和解金を支払った。それと並行して別グループによりクリーンルーム設計で開発されていたBIOSと差し替えたり、BASICをROMで持たない仕様に変更などの対策を施した「PC-286 Model 0」が実際市場に登場した量販98互換機第1号製品として4月24日に発売された。
発売初期、日本では期待や関心は高かったものの、BASIC がなくそれを利用するゲームや教育用ソフトは未対応であった影響もあり、売れ行きはいま一つ低調であった。9月10日「PC-286用 ROM BASIC」を発売、これによりBASIC を利用するゲームや教育用ソフトも対応となり NEC PC-9801 互換機性能も向上。翌9月11日に初代機よりコンパクトになった標準機「PC-286V」と、3.5インチFDDとFM音源採用でPC-9801UV相当の廉価機「PC-286U」を発表。また、BASIC ROM を最初から搭載した「PRO SPEC PC-286」発売。この頃に同社は大量に抱えていた初代機の在庫処分を行い、上新電機が3000台一括仕入れして販売するなど関西方面から動き出したPC-286好転の流れは北上して東京方面にも波及し、10月新発売の「PC-286V」「PC-286U」はその勢いに乗り好調な販売状況となった。

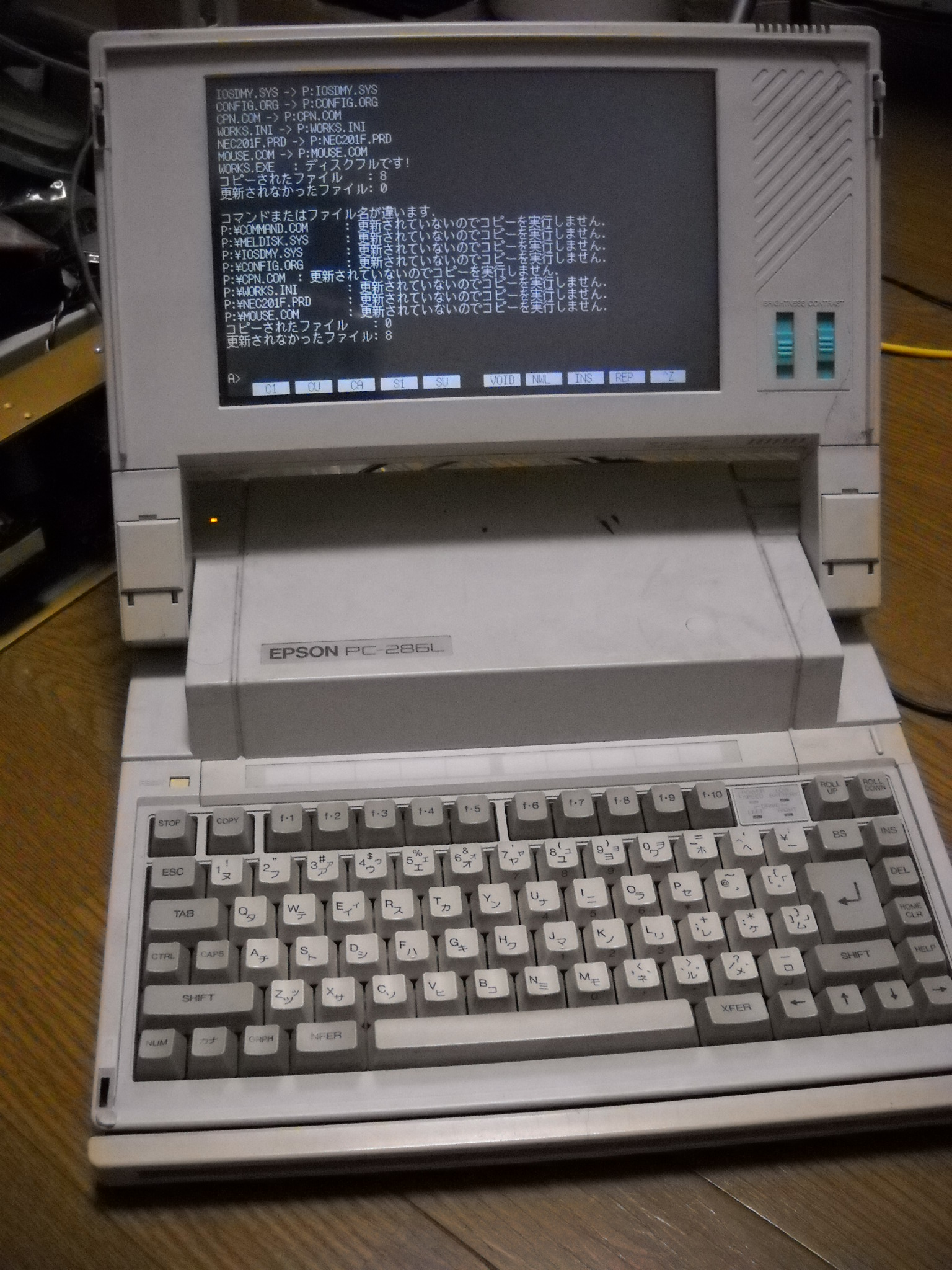
PC-286L

1987年11月、ラップトップ機の PC-286L シリーズを発表・発売。NECのラップトップ機である PC-98LT が、PC-9800 シリーズでありながらテキストVRAMを持たず互換性に乏しかったのに対し、ほぼPC-9801VM2 相当の互換性を持たせた。またCバスを独自に小型化した汎用バス「Lスロット」を搭載していた。ただし表示デバイスは2階調表示のSTN液晶またはNTN液晶（白色表示）で、カラー表示を前提としたアプリではやや見難い欠点があった。このシリーズはその後8階調表示の PC-286LE、高速版の PC-286 Book、PC-386 Book-Lなどを経て PC-286 Note シリーズに引き継がれた。11月30日に同社がNECに和解金を支払うことなどで両社が和解すると発表し、著作権係争は決着した。PC-286シリーズは16ビットパソコン販売数量シェアで9月の4.3%から10月は9.9%、11月は20.1%と急上昇し、12月には需要急増に供給が追いつかず品不足が発生するなど予想を上回る状態が続き、週刊ダイヤモンド1987年12月5日号の「特集：今年の超ヒット商品番付」で総合第5位、事務機部門では第1位にランク付けされた。
1988年には、PC-9801RX相当の12MHzの286を搭載しより安価な「PC-286VE」、同様にPC-9801RA相当の20MHzのi386DXを搭載した「PC-386」、NEC機には存在しない16MHz駆動のAm80286を搭載した「PC-286X」が発売されにわかに注目を浴びることとなった。翌1989年、80C286(12MHz、ノー・ウェイト)を搭載したPC-286LS、80286(16MHz、ノー・ウェイト)搭載のPC-286VSが発表された。この高速286路線は、1990年発売の20MHz駆動の「PC-286VX」やその普及型である16MHzの「PC-286VG」と続くこととなる。また、本体キーボード一体型のPC-CLUB（PC-286C）、プリンタ一体型のラップトップ機 PC-ONE（PC-286LP）などの機種も発売された。また、8MHzベースクロックのCPUを搭載するに当たっては互換性を考慮して、RS-232C 経由での通信用に別途5MHzのベースクロックを供給した。NECは当時このような対応を行わなかった影響で、14400bpsモデムの登場期に「NECよりエプソンの方が互換性が高い」と後に皮肉られることになる。
この世代までの PC-386 と全ての PC-286 は、グラフィックやテキスト表示が高速で、動作中にCPU動作速度の切り替えが行える等の特色を有していたが、PC-9801VX 以降に搭載されている高機能版 GRCG である EGC の互換能力を持たず、PC-9801VM 相当の GDC と GRCG 相当であったため、EGC を使うプログラムでは互換性に問題があった。この点は、「高速なVM」の域を脱してはいなかったと言える。もっとも、当時の NEC PC-9800 シリーズ対応市販アプリケーションソフトのうち「VX以降」を要求したものでも、大半は高速性の要求であり、i286命令やEGC を必須としたものは少なかった。その意味では「高速で安価なVM」であることに徹したPC-286/386シリーズに相応の競争力があったのは事実であり、特にパソコンゲームのファンや同人ソフトの製作者たちに好まれた。またNEC がPC-98XA/XL/XL2/RLで展開したハイレゾモード（高解像度モード）には追随しなかった。

### 高解像度化
1990年12月発売の「PC-386S」は25MHzの i386DX と互換の EGC グラフィック処理プロセッサ を搭載し、同時発売の「PC-386G」では33MHzの i386DX とハイレゾモード（高解像度モード）を搭載するという方針の大転換を行った。これはNECより安価で高速な高解像度機であったが、NECは高解像度機を NESA搭載のPC-H98シリーズに移行している。エプソンはこの時期にNECとの間でNESAに関するライセンス契約を結んだとされるが、これはそこに包含される一部仕様のライセンス取得が主目的であったらしく、最終的に同社は NESA 搭載機を製造販売せずに終わっている。
この頃、フロッピーディスクが5インチから、ワープロ専用機等で爆発的に普及しつつあった3.5インチへと一気に移行しつつあった。その隙間のニーズを突く形で、エプソンは1991年6月の「PC-386GS」から、3.5インチフロッピーディスクドライブ（FDD）2基と5インチ・フロッピーディスクドライブ1基を搭載するモデルを投入した。フロッピーディスクドライブを標準で3基搭載するパソコンは他社製品では日本IBMの5550シリーズの一部に見られた程度で、5インチドライブと3.5インチドライブを混載とした例は他になく、この時期の EPSON PC の特徴として知られている。
1990年から1992年にかけて、セイコーエプソンは欧米でのパソコン不況や日本の景気後退の煽りを受け、苦境に陥っていた。EPSON PCはNECの機種に比べて粗利が少ない分、収益を確保するために多く販売する必要があったが、不況の影響で販売量が伸びない状況にあった。また、NECが高性能機から低価格機まで幅広く商品を展開していたのに対し、セイコーエプソンは低価格機の展開に注力し、32ビット高性能機の商品展開でNECに後れを取っていた。
1992年6月発売の「PC-486GR」では、i486SX 25MHz、グラフィックアクセラレータ専用32ビットローカルバス搭載、CPUをメモリコントローラーと共にドーターボード搭載とし、これを差し替えることでオーバードライブプロセッサによるものでない正規の Pentium へのアップグレードを保証、とNECの同世代機に比してCPUクロック、グラフィック描画性能について圧倒的な高性能を低価格で実現し、ベストセラーとなった。後から部品交換や追加することでマシンの性能を段階的に向上可能とするこの設計コンセプトは「UP GRADE コンセプト」とよばれ、以後のエプソン製互換機の一大特徴となった。続く PC-386/486 ノートシリーズ各機種でも、CPUやハードディスクドライブ、増設フロッピーディスクドライブやカード、液晶モジュールなどのパーツを、交換できるような設計がされた（PC-386NAR、PC-486NAS以降）。また、ノートシリーズ用のハードディスクドライブパックを内蔵できるデスクトップ機もあった。
また、変わったところで PC-486 PORTABLE(PT)というペンコンピュータがこの時期に発売されている。
性能的には高価格帯に移行していったとはいえ、それでもシステムセット価格ではNECの主流より、実売価格で2割から3割以上安価に供給されていた。また、高解像度をオプションとすることで価格を下げた「PC-486GF」も発売された。エプソンの i486 機の方がNECの i386 機より安かったのである。このことはPC-9801FAまで従来路線を踏襲していたNECに、主力デスクトップ機の製品計画を見直させるきっかけになった。
この時期のエプソンの動きとして注目されることの一つに、Sound Blasterシリーズで知られるクリエイティブテクノロジーとの共同開発による、Cバス対応版Sound Blaster 16の提供がある。これは、NEC純正のサウンドボードが低機能な PC-9801-26K か高機能で非常に高価な PC-9801-73 しかなく、当時流行しつつあったマルチメディア対応、特に Windows 上でのPCM音声の取り扱いに適当なサウンドボードが存在しなかったために開発されたものである。
もっとも、その一方でこのボードは本来のSound Blaster 16相当のFM/PCMサウンド機能だけではなく、PC-9801-26ボードとのFMサウンド機能の互換性を持たせるため、オプションとしてOPNチップとその周辺チップを追加搭載するためのソケットが用意されているという特徴があり、アイ・オー・データ機器の取り扱いによるボードの外販もあって本家NEC製98のユーザーにも普及し、一時は海外からの移植ゲームを中心に対応ソフトが提供されるなど、98用サウンドボード市場に一大勢力を形成した。

### シリーズの終焉とその後
1993年1月、NECがそれまでのラインナップを一新して98MATE（PC-9821シリーズ）と98FELLOWを発売。EPSON PCシリーズ後続のPC-486/586シリーズにおいてはPC-9821の機能拡張の中核をなすPEGC相当のVGA解像度グラフィック機能の実装や、PC-9801-86相当FM/PCMサウンド機能の搭載は行われなかった。エプソンはパソコンの価格設定やコンセプトで独自の魅力を打ち出せずにいた一方、プリンター事業は急成長しており、その収益でパソコン事業のてこ入れを試みていた。1993年9月「PC-486HX」においてはPCI 1.0準拠（スロットのコネクタ形状は規定されていなかったため独自形状）のローカルバスを搭載するなど独自拡張路線を貫いたが、1995年6月の「PC-586RJ」をもってシリーズは終焉を迎えた。
エプソンは、エプソン販売がVividyシリーズを、エプソン販売の子会社エプソンダイレクトがEndeavorシリーズを立ち上げるなど、PC/AT互換機路線に移行し、EPSON PC シリーズは登録ユーザへのアップグレードパーツの優待販売とWindows 95の販売をもって、サポートを終了した。
その後、エプソンは「プラットフォーム・エミュレータ 98/V」を発売し、その体験版を無償で公開した。「98/V」はVividyやEndeavorをはじめPC/AT互換機上でPC-9800シリーズ用ソフトウェアを動作させるためのエミュレータソフトウェアである。
「98/V」は純粋なソフトウェアエミュレータ版とEGC互換チップ等を実装したISAカードと専用ソフトウェアがセットとなったハードウェアエミュレータ版の2種が提供された。前者にはGRCG相当の描画機能しかサポートしなかったものの、使用条件を満たすPC/AT互換機上であれば機種を選ばず動作するというメリットがあり、後者にはISAスロット1本の消費と引き替えに、ソフトウェア版に比して格段に高速な動作とEGC相当の描画機能が提供されるというメリットがあった。
とは言え、これらはいずれもPC-9801-26K以降のNEC純正FM音源を公式にはサポートしなかった（後にユーザーによりフリーソフトが作成された）ためにゲームには不向きであった。それ故、EPSON PC ユーザーは以後Windowsの快適な環境を最優先にPC/AT互換機に乗り換えるか、それともMS-DOSゲーム環境を重視して、この時期以降急激に低価格化していったPC-9821シリーズを購入するかの二者択一を迫られることになっていったのである。

## 本体の型番
EPSON PC シリーズはごく一部の機種を除き、搭載しているインテル製80x86系CPUの名前を冠している。ラップトップ機には「L」、ノート機には「NOTE」、ブックタイプ機には「BOOK」と続くものの、デスクトップにおいては、アルファベットに一貫した命名基準はない模様である。
※初期には当時のPC-9800シリーズの命名基準を意識した、Vが5インチFDD搭載のメインストリーム、Xが高速・拡張性重視のやや大型の筐体、Uがホビー指向の3.5インチFDD搭載の小型筐体機というグループ分けはされていた。
なお、「Pro-486」のみは命名基準から唯一逸脱している。

## サードパーティー機器・OS
NECは自社の販売するN88-BASIC(DISK-BASIC)やMS-DOSに自社製ハードウェアであるか確認する処理(プロテクト)を付け加えるなどした（通称：エプソン・チェック）が、セイコーエプソンではそれを解除するパッチ（SIP：ソフトウェアインストレーションプログラム）を供給し、サードパーティー機器の互換性検証を行い情報提供を行っていた。NECは後年に発売されたWindowsにEGC用ディスプレイドライバのみ収録して対応機種（EGC搭載のPC-386はG, GS, GE, Pなど。PC-286は全機種EGCを搭載しない）自体を制限したりした。
もっとも、逆にエプソンが開発したCバス用グラフィックアクセラレータにはPC-9801シリーズで動作しないようになっていたという事例も存在する。
1994年8月、NECは自社製OSからエプソンチェックを外し、NECが次に実施するパソコンフェア（見本市）にエプソンが初めて製品を出展する方針を明らかにした。このエプソンチェックはMS-DOS 6.2以降から廃止された。このことは「NECがセイコーエプソンのパソコンをPC-98の正当な互換機として認めた」と報道されたが、これについてセイコーエプソンの入江昭夫（当時、専務）は、「この件についてNECとの間で公式な話し合いはしていない。おそらくNEC側の一方的な判断。NECがエプソンの製品を認めたというのは、同じ土俵へ上げてもいいということ。つまり、エプソンの互換機なんか怖くないぞ、と言っているも同然。それだけウチの製品の優位性が薄らいできているわけです。」とコメントした。
なお、エプソンは上記の問題を回避するため、別途自社で移植したMS-DOSや、N88-BASIC と互換性のある独自のDISK-BASICも発売していた。MS-DOS バージョン4の移植版は、エプソンから発売されたのみで、NECからは発売されていない。MS-DOSはPC-9800シリーズでの使用も可能だった。
また、エプソンはWindowsもVer.3.1までの各バージョンと、ハードウェア終息後にユーザーに対する事実上最後のアフターケアとなったWindows 95の提供を行い、OS/2についてもVer.2系まではサポートがあったが、Windowsでも98以降とNT系、OS/2ではWARP（Ver.3）以降については移植が行われていない。

### Windows 98 の発売を断念した理由について
1998年4月付のお客様各位に郵送された文書では、Windows 95 に比べてスピードが遅くなる以外の理由として、「Windows 98 でサポートするUSB、IEE1394、ACPI、OnNow などの新しい機能はエプソン98互換機モデルでは残念ながらまったく使用できません。」と書かれていた。